# Shivrinarayan
Shivrinarayan là một thị xã và là một nagar panchayat của quận Janjgir-Champa thuộc bang Chhattisgarh, Ấn Độ.

## Nhân khẩu
Theo điều tra dân số năm 2001 của Ấn Độ, Shivrinarayan có dân số 8107 người. Phái nam chiếm 52% tổng số dân và phái nữ chiếm 48%. Shivrinarayan có tỷ lệ 63% biết đọc biết viết, cao hơn tỷ lệ trung bình toàn quốc là 59,5%: tỷ lệ cho phái nam là 73%, và tỷ lệ cho phái nữ là 53%. Tại Shivrinarayan, 18% dân số nhỏ hơn 6 tuổi.